# Џон Макдугал
Џон Макдугал (енгл. John McDougall; око 1818 — 30. март 1866) је био први лајтнант-гувернер Калифорније од 1849. до 1851, а касније и други гувернер Калифорније 9. јануара, 1851. до 8. јануара, 1852.
Макдугалов мандат је окончан 8. јануара 1852. Он је наставио јединствени двогодишњи мандат који је започео његов претходник, гувернер Барнет. У то доба, мандат гувернера Калифорније је трајао две године, што је промењено почетком 1860—их за време гувернера Лиланда Станфорда. Само четири дана по напуштању дужности, Макдугал је учествовао у двобоју са А. Ч. Раселом, уредником „Сан Франциско пикајуна“ (The San Francisco Picayune). Расел је рањен у руку током двобоја. Када је покушао да започне још један двобој са другом особом, Макдугала је ухапсила Полиција Сан Франциска. Као гувернер, Макдугал се противио државним законима који би забранили двобоје, истицавши да учесници двобоја ионако нису способни за живот и да ће се на крају међусобно поубијати.